# Põlva (stacja kolejowa)
Põlva – stacja kolejowa w miejscowości Põlva, w prowincji Põlva, w Estonii. Położona jest na linii Tartu - Koidula. 

## Historia
Stacja została otwarta 1 listopada 1931 wraz z otwarciem linii.

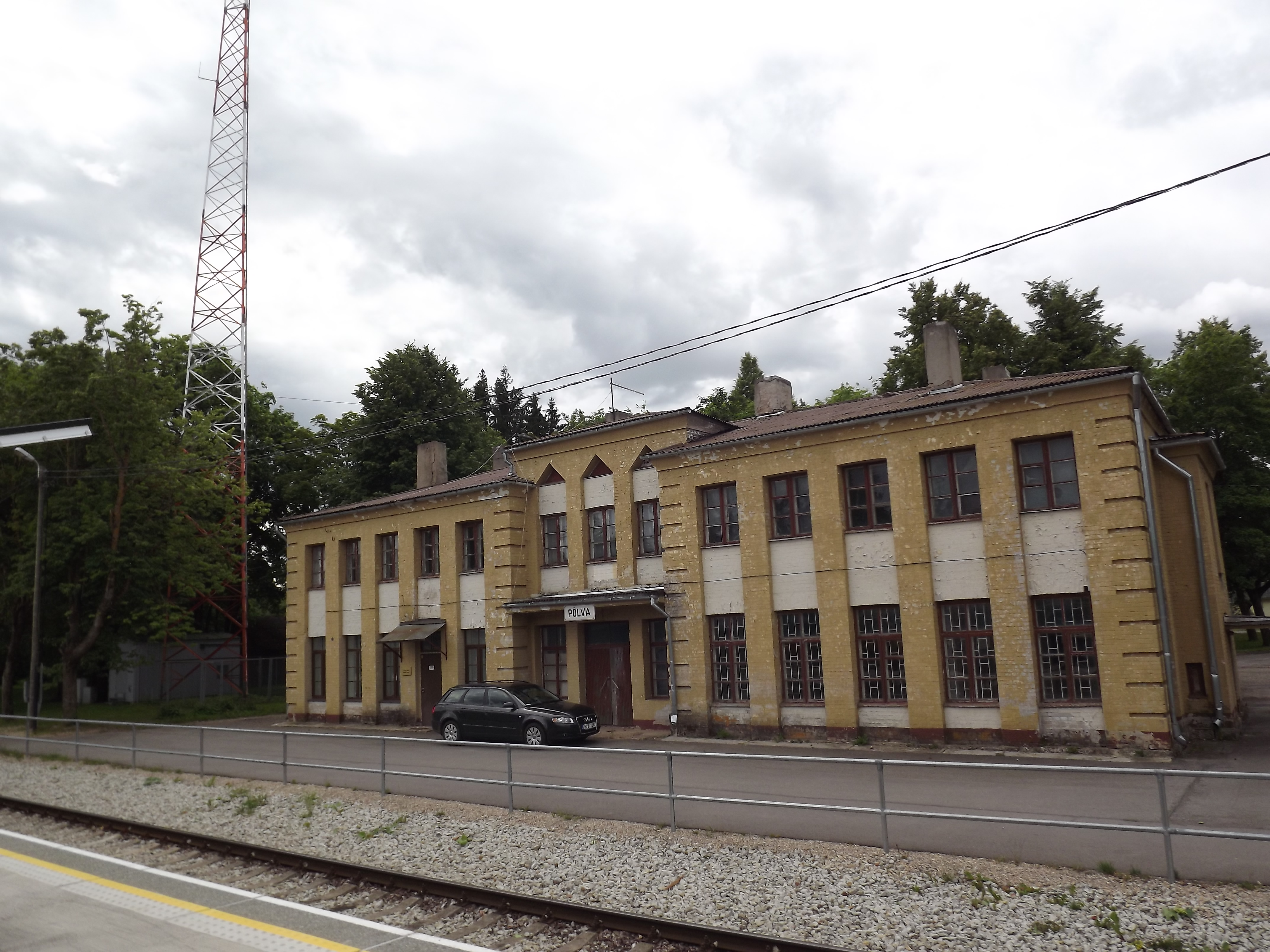
Budynek stacyjny
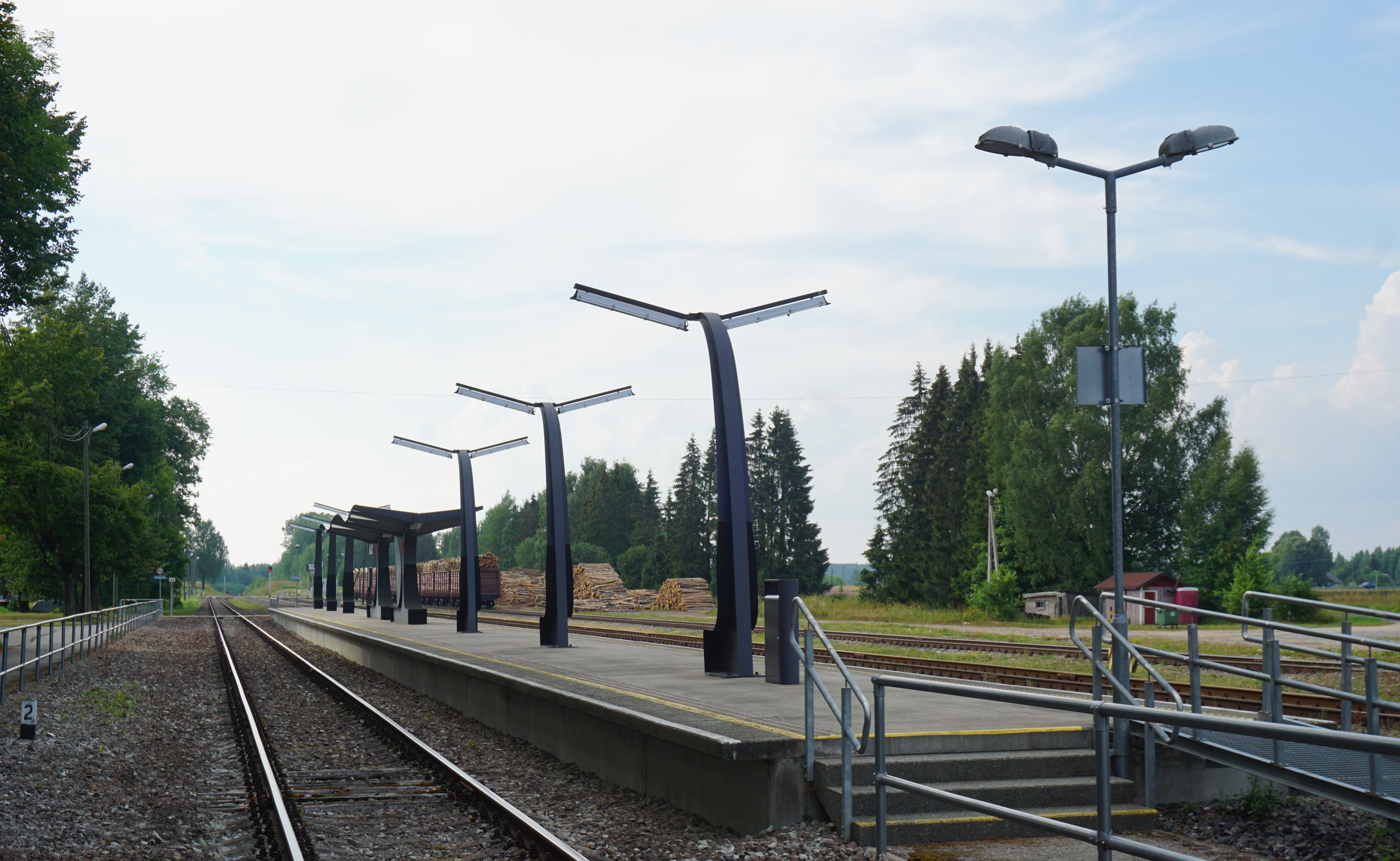
Peron
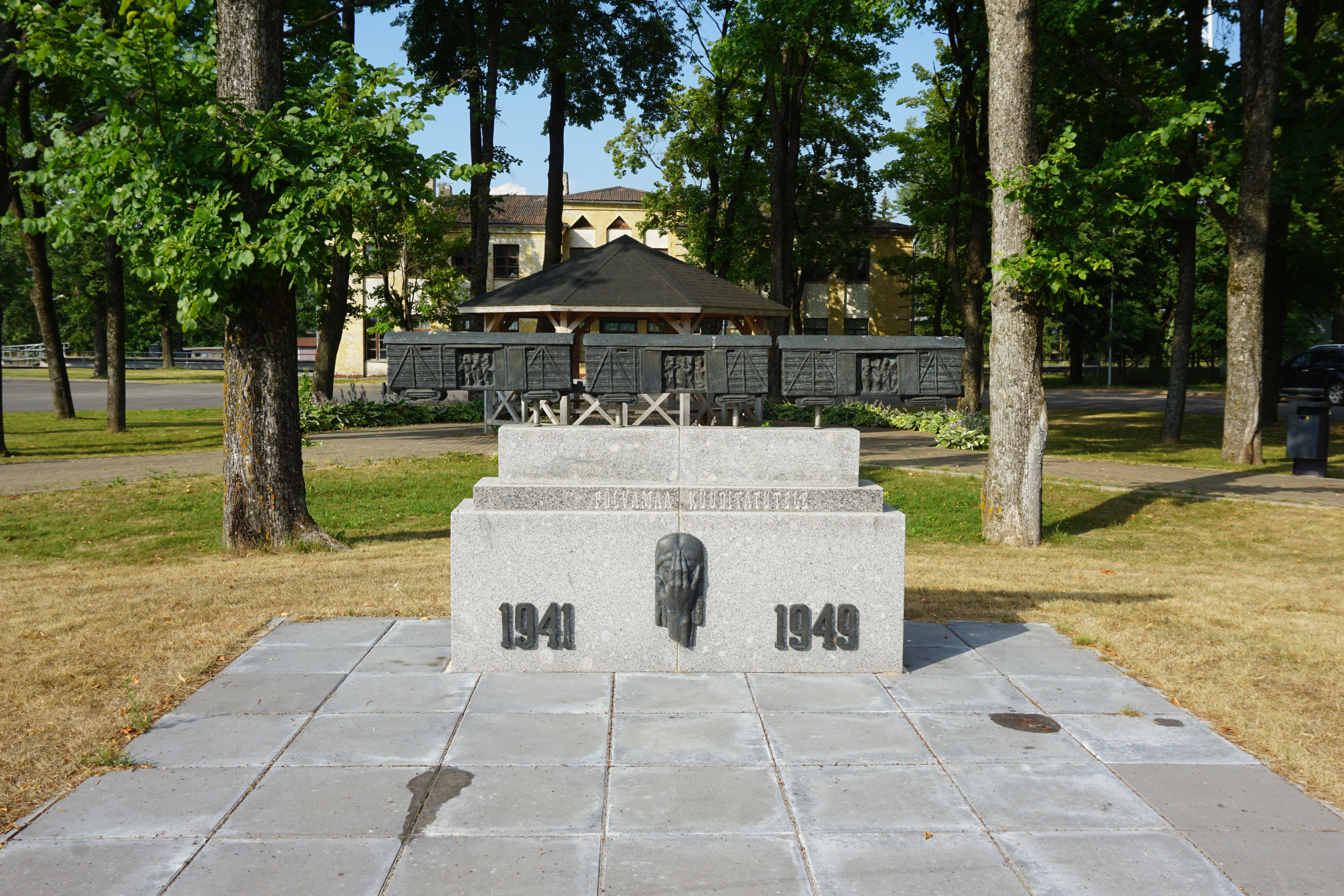
Pomnik Estończyków deportowanych ze stacji przez komunistów w głąb ZSRS